# Jenny Gysi-Roth
Jenny Gysi-Roth (Johanna Josefa Antonia Roth von Bellach primo voto Onufrowicz secundo voto Gysi, ur. 24 czerwca 1863 w Solurze, zm. 29 września 1930 w Biberist) – szwajcarska malarka.
Córka profesora Petera Johannesa Rotha-Thomanna. Uczyła się w szkole rzemiosła artystycznego w Genewie i szkole artystycznej w Bazylei, uzupełniała studia w atelier Robert-Fleury’ego i Bouguereau. W latach 1891–1899 w Zurychu, dawała lekcje malarstwa i rysunku. W 1901 przeniosła się do Berna. Malowała obrazy olejne i akwarele, głównie martwe natury, pejzaże i portrety.
Z pierwszego małżeństwa z lekarzem Wladislausem Onufrowiczem miała córkę Marie Antoinette. Po śmierci pierwszego męża wyszła za mąż po raz drugi, za J. Oscara Gysi z Berna.